# Eriopyga albulirena
Eriopyga albulirena är en fjärilsart som beskrevs av Paul Dognin 1914. Eriopyga albulirena ingår i släktet Eriopyga och familjen nattflyn. Inga underarter finns listade i Catalogue of Life.